# Groot (Marvel)
Groot is een personage uit de strips van Marvel Comics dat werd bedacht door Stan Lee, Jack Kirby, Larry Lieber en Dick Ayers. Hij verscheen voor het eerst in Tales to Astonish #13 (november 1960) als ontvoerder van mensen voor experimenten. Groot kan maar één zin zeggen, namelijk: I am Groot (Ik ben Groot), maar hij heeft ook al eens We are Groot (Wij zijn Groot) gezegd, net voordat hij doodging in het einde van Guardians of the Galaxy Volume 1.

## Biografie
Groot is een Flora Colossus die zijn thuisplaneet heeft verlaten omdat hij het niet eens was met hoe zijn soortgenoten omgingen met de zoogdieren. Hij werd in de ruimte opgepakt waardoor hij in de gevangenis Rocket Raccoon ontmoette met wie hij beste vrienden werd. Een tijdje daarna sloot het tweetal zich aan bij de groep de Guardians of the Galaxy.

## In andere media

### Marvel Cinematic Universe
Sinds 2014 verscheen het personage in het Marvel Cinematic Universe. De stem voor Groot wordt ingesproken door Vin Diesel en de motion capture-vertolking werden onder andere door Krystian Godlewski, James Gunn, Terry Notary en Austin Freeman gedaan. In de animatieserie What If...? is Groot ingesproken door Fred Tatasciore. Groot is een groot boomachtig wezen en vormt een team met Rocket Raccoon, een antropomorfe wasbeer. Later vormt hij samen met Rocket Raccoon, Star-Lord, Gamora en Drax the Destroyer het superheldenteam Guardians of the Galaxy. Aan het einde van de eerste film waar Groot in te zien is komt hij om het leven als hij het team redt, maar wordt als overblijvend scheutje opnieuw geplant waardoor hij als nieuwgeborene terugkomt. Zo is hij in andere films te zien als Baby Groot en Teen Groot, een baby- en tienervariant. Samen met de superheldengroep gaat hij later de strijd aan tegen Thanos. Doordat Thanos alle infinity stones weet te bemachtigen roeit hij het halve universum uit, hierbij vergaat Groot tot as. Vijf jaar later gaan de overgebleven Avengers op missie om terug in de tijd te gaan zodat ze de Infinity Stones voor Thanos weten te bemachtigen, en daarmee zijn daden ongedaan maken. Dit lukt waardoor Groot en de rest van de tot as vergane mensen weer tot leven komen. Samen met alle Avengers strijden ze tegen Thanos en zijn leger. Groot is te zien in de volgende films:
- Guardians of the Galaxy (2014)
- Guardians of the Galaxy Vol. 2 (2017)
- Avengers: Infinity War (2018)
- Avengers: Endgame (2019)
- Thor: Love and Thunder (2022)
- I Am Groot (2022-2023) (Disney+)
- The Guardians of the Galaxy Holiday Special (2022) (Disney+)
- Guardians of the Galaxy Vol. 3 (2023)
- What If...? (2023-2024) (stem ingesproken door Fred Tatasciore) (Disney+)

### Televisieseries
Groot komt ook voor in de animatieseries Ultimate Spider-Man, Avengers Assemble, Hulk and the Agents of S.M.A.S.H. en Guardians of the Galaxy. De Nederlandse stem van Groot wordt hierbij gedaan door Huub Dikstaal, die Groot ook insprak voor de Disney film Ralph Breaks the Internet uit 2018. Ook komt Groot voor in de animatieserie The Avengers: Earth's Mightiest Heroes waarin de Nederlandse stem van Groot werd gedaan door Tony Neef.

### Computerspelen
Sinds 2014 is er een verzamelfiguur van het personage Groot voor het computerspel Disney Infinity. Zodra dit verzamelfiguur op een speciale plaat wordt gezet, verschijnt het personage in het spel. De Nederlandse stem werd hierbij opnieuw ingesproken door Huub Dikstaal.